# Corpo de Lewy

Microfotografias de regiões da substância negra num paciente de Parkinson, onde podem ser observados corpos de Lewy em diferentes ampliações

Corpos de Lewy são agregados anormais de proteínas que se desenvolvem no interior das células nervosas na doença de Parkinson, demência com corpos de Lewy e em algumas outras doenças neurodegenerativas. São identificados por análise microscópica mediante realização de histologia ao cérebro, sendo semelhantes a massas esféricas que deslocam outros componentes celulares. Os dois tipos morfológicos são os corpos de Lewy clássicos e os corpos de Lewy corticais. Um corpo de Lewy clássico é uma inclusão eosinófila citoplasmática que consiste num núcelo denso envolto por um halo de fibrilos, dos quais o principal componente é a alfa-sinucleína. Por outro lado, um corpo de Lewy cortical é menos definido e não tem um halo, sendo, no entanto, também constituído por fibrilos. Os corpos de Lewy corticais são uma característica distinta da demência com corpos de Lewy, embora possam também ser observados na doença de Pick, na degeneração corticobasal, e em pacientes com outras taupatias. Podem também ser observados em casos de síndrome de Shy-Drager, em particular na variante de Parkinson.